# Манталитет на краба
Манталитетът на рака, наричан още метафора за кофата с раци, е начин на мислене, описан като „Ако аз не мога (да го имам), и ти не можеш“.
Метафората се отнася за кофа с раци. Всеки рак може лесно да избяга от кофата, но когато са повече раци заедно, те се захващат за всеки, който се опитва да излезе от кофата, като не му позволяват да излезе от нея. Аналогията с поведението на човека е в това, че членове на дадена група се опитват да отрекат или омаловажат важността на свой член, който е постигнал успехи, много по-големи от останалите членове на групата.
Изследователят Jon E. Royeca привежда много примери от този манталитет в британската, американската, ирландската, японската, китайската, индийската и сингапурската действителност. По този начин той доказва, че този манталитет не е характерен за отделна нация, а може да се открие в различни региони на света.

## В културата
Този вид поведение освен в анекдоти в България се характеризира с популярната приказка, че в ада казанът с българите не се пази от дяволите, защото те сами не допускат някой да излезе от него.
Във филма „Калина алена“ от режисьора Василий Шукшин (с негово участие в главната роля и с Лидия Шукшина), който е сред най-чувствените съветски филми, открилият своя нов живот бивш престъпник е убит от своите бивши приятели, защото не могат да понесат, че се е спасил.